# Panemunė
Panemunė ( escoltar (?·pàg.)) és la ciutat més petita de Lituània. Està situada en les ribes del riu Neman, a 8 km al sud de Pagėgiai, al comtat de Tauragė. A Panemunė es troba un punt de control fronterer amb l'óblast de Kaliningrad.
El magnífic Pont Louise Queen va ser construït el 1907, encara que va resultar fet malbé greument per la Segona Guerra Mundial i reconstruït el 1946. Ha estat l'enllaç de Panemunė amb la ciutat més gran de Sovetsk (Tilsit fins a 1946), a la part sud del riu.